# Komarów-Osada (gmina)
Pour les articles homonymes, voir Komarów-Osada.
Komarów-Osada est une gmina rurale (gmina wiejska) du powiat de Zamość, dans la Voïvodie de Lublin, dans l'est de la Pologne.
Son siège administratif (chef-lieu) est le village de Komarów-Osada, qui se situe environ 19 kilomètres (km) au sud-est de Zamość (siège du powiat) et 94 kilomètres au sud-est de la capitale régionale Lublin (capitale de la voïvodie).
La gmina couvre une superficie de 122,79 km2 pour une population de 5 552 habitants en 2006.

## Histoire
De 1975 à 1998, la gmina est attachée administrativement à l'ancienne voïvodie de Zamość.

Depuis 1999, elle fait partie de la nouvelle voïvodie de Lublin.

## Géographie
La gmina inclut les villages (sołectwa) de:

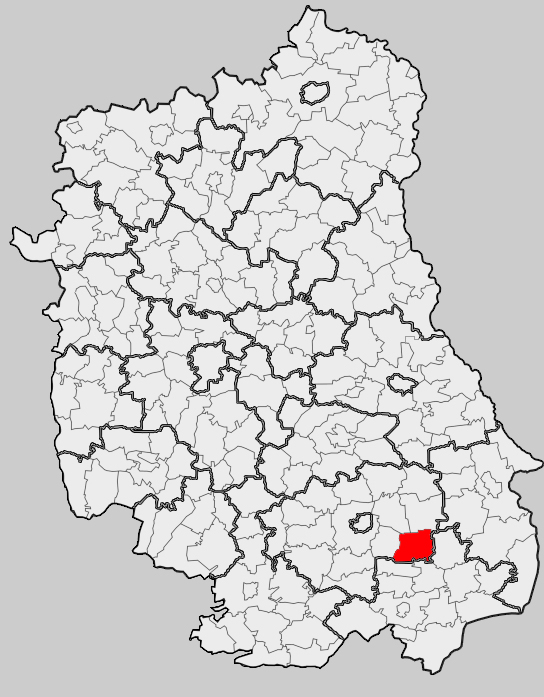
Position de la gmina dans la voïvodie

- Antoniówka
- Huta Komarowska
- Janówka Wschodnia
- Janówka Zachodnia
- Kadłubiska
- Komarów Dolny
- Komarów Górny
- Komarów-Osada
- Komarów-Wieś
- Kraczew
- Krzywystok
- Krzywystok-Kolonia
- Księżostany
- Księżostany-Kolonia
- Ruszczyzna
- Śniatycze
- Sosnowa-Dębowa
- Swaryczów
- Tomaszówka
- Tuczapy
- Wolica Brzozowa
- Wolica Brzozowa-Kolonia
- Wolica Śniatycka
- Zubowice
- Zubowice-Kolonia

### Gminy voisines
La gmina de Komarów-Osada est voisine des gminy de
- Krynice
- Łabunie
- Miączyn
- Rachanie
- Sitno
- Tyszowce

## Structure du terrain
D'après les données de 2002, la superficie de la commune de Komarów-Osada est de 122,79 kilomètres carrés, répartis comme telle :
- terres agricoles : 87 %
- forêts : 7 %

La commune représente 6,56 % de la superficie du powiat.

## Démographie
Données du 31 décembre 2009:
| Description        | Total  | Total | Femmes | Femmes | Hommes | Hommes |
| ------------------ | ------ | ----- | ------ | ------ | ------ | ------ |
| Unité              | Nombre | %     | Nombre | %      | Nombre | %      |
| Population         | 5 432  | 100   | 2 740  | 50,4   | 2 692  | 49,6   |
| Densité (hab./km²) | 44,2   | 44,2  | 22,3   | 22,3   | 21,9   | 21,9   |